# Langmaker
Langmaker.com était un site internet dont Jeffrey Henning et une équipe de volontaires assuraient la maintenance ; il se servait en grande partie, mais non exclusivement, d'une base de données contenant plus de 1 000 langues construites, désignées sous le nom de langues modèles ou de conlangs. Le site visait à cataloguer et à décrire les conlangs, et les entrées comprenaient pour chacune d'elles des informations comme son nom, celui de son auteur, une courte description, et des liens externes. 

## Histoire
Langmaker commence, sous le nom de "Model Languages", en tant que newsletter, publiée par Jeffrey Henning entre 1995 et 1996, dans laquelle il tente de publier au mieux le hobby de la langues construites et explorer le plus de situations et de questions liées au colanging.
Rapidement, Henning change de format pour un site web. En plus des discussions et débats sur les colang's, il les catalogue dans une base de données avec des aperçus et des liens vers leurs sites web respectifs. Ce site sert aussi de lieu de téléchargement du logiciel LangMaker. Par la suite il intègre des néologismes, des néographies, des « textes sur Babel » (c'est-à-dire des traductions de l'histoire de la tour de Babel dans les divers conlangs), des comptes-rendus de livres concernant le langage et les médias, et diverses autres ressources. Le site est alors considéré comme une référence dans la communauté des créateurs de langues (conlangers).
En Avril 2007, Henning convertit son site en wiki, fonctionnant grâce au logiciel MediaWiki, qui permet aux visiteurs de Langmaker de contribuer plus facilement et d'améliorer le contenu.
Jeffrey Henning laisse la maintenance du site principalement à ses contributeurs occasionnels et administrateurs, qui continuent à contribuer jusqu’au 4 janvier 2008, date à laquelle le site est fermé.
Le 4 juin 2009, le serveur est définitivement inaccessible à la suite d'un piratage du serveur, hébergeant désormais des fichiers de virus.
En février 2020, Jeffrey Henning publie Langmaker: Celebrating Conlangs chez Yonagu Press, qui reprend la majeure partie des écrits du site, avec ajout de contenus inédits.